# Хирш, Нурит
Нурит Хирш (ивр. נורית הירש‎; род. 1942, Тель-Авив) — израильский композитор, пианистка и дирижёр. Хирш написала музыку к более чем 1500 песням (включая сотни детских), 14 фильмам (в том числе «Полицейский Азулай» и «За решёткой») и ряду мюзиклов. Песня Хирш «А-Ба-Ни-Би» победила на конкурсе Евровидения 1978 года, её творчество удостоено премии «Скрипка Давида» (1968), премий АКУМ (2000 — за дело жизни, 2016 — за особый вклад в искусство для детей) и Союза деятелей искусства Израиля (2016), а также Премии Израиля (2016).

## Биография
Нурит Хирш родилась в Тель-Авиве в 1942 году в семье Хилеля и Леи Хирш; её отец был скрипачом и оперным певцом. Нурит с детства занималась классической музыкой по классу фортепиано; она также любила посещать с дедом синагогу, где слушала пение хаззанов. Ещё во время учёбы в школе она зарабатывала в качестве пианистки-аккомпаниатора на выступлениях израильских оперных певцов и на занятиях балетной студии. Окончив тель-авивскую среднюю школу «Ирони Алеф», служила в армии, где была членом ансамбля танковых войск.
По окончании службы в армии Хирш продолжала работать аккомпаниатором (её сотрудничество с театром «Хамам», начавшееся в эти годы, продолжалось семь лет). В 1964—1966 годах она училась по классу фортепиано, композиции и оркестровки в музыкальной академии им. Рубина в Иерусалиме и в это время уже серьёзно занялась сочинением музыки. В 1965 году в свет вышел диск трио Сарида, на котором, среди прочих, были записаны песни Хирш «Им омар леха» («Если я скажу тебе», написанная в 17-летнем возрасте) и «Перах ха-лилах» («Цветок сирени»). В том же году в программу трио «Гешер ха-Яркон» была включена песня Хирш «Кхула ка-халом» («Синяя, как мечта»). На следующий год «Перах ха-лилах» стал хитом в исполнении Хавы Альберштейн. На первом альбоме Альберштейн, вышедшем в 1967 году, была записана ещё одна песня Хирш — «Макхела ализа» («Весёлый хор»).
В это же время началось сотрудничество Хирш с поэтами-песенниками Йорамом Тахарлевом и Эхудом Манором, с которым Хирш уже в 1968 году создала шлягер «Ба-шана ха-баа» («В следующем году»). В 1969 году песня Хирш «Осе шалом би-меромав» («Творящий мир в небесах») завоевала третье место на первом фестивале хасидской музыки, а песня «Ба-дерех хазара» («По дороге назад») на слова Манора выиграла песенный конкурс Радио Израиля. Аналогичного успеха добивались её песни «Любовь Терезы ди Мон» на слова Леи Гольдберг в 1970 году и «Цион, ха-ло тишали» («Сион, неужто ты не спросишь») на слова Иехуды Халеви в 1972 году. Начиная с 1971 года песни Хирш получали награды на международных фестивалях в Греции, Чили, Японии и других странах. В 1973 году, когда израильские исполнители впервые участвовали в конкурсе песни Евровидения, исполнялась песня Хирш «Эй шам» («Где-то там») на слова Эхуда Манора, занявшая в итоге четвёртое место, а через четыре года их песня «А-Ба-Ни-Би» в исполнении Изхара Коэна и группы Alphabeta принесла Израилю первую победу в этом конкурсе. Оба раза оркестром Евровидения дирижировала сама Хирш. Детские песни Нурит Хирш (в основном написанные в сотрудничестве с Тахарлевом) в исполнении Шули Хен, Ципи Шавит, Шломо Ницана и Ярдены Арази неоднократно занимали призовые места на конкурсах 1970-х и 1980-х годов.
С начала 1970-х годов Хирш пишет музыку к фильмам и сериалам, а также к театральным мюзиклам. Среди фильмов, к которым она писала музыку — «Полицейский Азулай» («Балладу о полицейском Азулае» сама Хирш называет одной из самых запоминающихся в своём творчестве), «За решёткой» (песню «Дай мне руку» на стихи Шимрит Ор в фильме исполнил Боаз Шараби) и «Не спрашивай, люблю ли я» (заглавная песня из этой ленты стала хитом в исполнении Дэвида Брозы). Чрезвычайно популярным стал мюзикл «Салах Шабати» по сценарию Эфраима Кишона, к которому Хирш также написала музыку и который выдержал более 400 представлений на сцене театра «Габима». В 1992 году на видеокассетах вышел музыкальный сборник «Диг-Диг-Дуг», состоящий из детских видеоклипов на музыку Хирш и слова Михаль Хазон. Сборник разошёлся в количестве более чем 300 тысяч экземпляров. Популярность кассеты была столь велика, что в последующие годы были выпущены три сборника-продолжения и поставлен театральный спектакль.
К 2016 году Нурит Хирш создала около 1600 песен, написала музыку к полутора десяткам фильмов и многочисленным телевизионным сериалам и передачам. Многие из её песен относят к золотому фонду песенного творчества на иврите. Двое её детей от Йорама Розенфельда пошли по стопам матери: сын Дани стал музыкантом-инструменталистом и преподавателем джазовой музыки, а дочь Рути — оперной певицей.

## Признание заслуг
В 2016 году Нурит Хирш была удостоена Премии Израиля в области песенного творчества на иврите, а также стала почётным доктором университета имени Бар-Илана и университета имени Бен-Гуриона. С 2015 года она является почётной гражданкой Тель-Авива. Среди других её наград:
- Премия «Скрипка Давида» газеты «Едиот Ахронот» (1968)
- Премия Израильского общества композиторов, авторов и издателей (АКУМ) за дело жизни (2000)
- Премия им. Розенблюмов мэрии Тель-Авива за карьерный вклад в сценическое искусство (2014)
- Премия АКУМ им. Левина Кипниса за особый вклад в искусство для детей (2016)
- Премия им. Арика Айнштейна министерства культуры и спорта Израиля за вклад в песенное творчество на иврите (2016)
- Премия Союза деятелей искусства Израиля за дело жизни (2016)